# Хоннэ, Ясуюки
Ясуюки Хоннэ (яп. 本根 康之) (5 марта 1971) — художник, работающий в индустрии компьютерных игр, а также арт-директор и продюсер. С 1993 по 1999 годы работал в компании Square Co., а затем перешёл в Monolith Soft. Его наиболее известными работами являются игры серии Chrono, Xenosaga Episode I: Der Wille zur Macht (и другие игры серии Xeno) и Baten Kaitos.

## Ранние годы жизни
Ясуюки Хоннэ родился 5 марта 1971 года. Во времена своей молодости Хоннэ увлекался видеоиграми, и много играл в файтинги на аркадных автоматах, но хотел стать художником-фрилансером. Однако после завершения института и переезда в Токио, он заметил объявление о вакансии в компании Square в журнале Gamest. Объявление сопровождалось иллюстрацией из Final Fantasy VI. Так в процессе изучения дизайна он заинтересовался связью между жизнью героя и художеством, Хоннэ решил отправить своё резюме в компанию.

## Карьера
Ясуюки Хоннэ устроился на работу в Square Co. на должность художника в 1993 года и первой его известной работой стала игра Front Mission, а затем — популярная японская ролевая игра Chrono Trigger (под руководством арт-директора Тэцуи Такахаси). Затем Хоннэ перешёл на должность арт-директора в третью внутреннию студию Square. В этот период он принимал участие в разработке Xenogears и Chrono Cross. В 1999 году Хоннэ уволился из Square и перешёл в Monolith Soft, новую компанию, основанную Такахаси, бывшим директором игры Xenogears, — именно он предложил Хоннэ снова работать вместе. Хоннэ стал членом совета директоров, имеющим 20 долей из 2 400, а также директором отдела графических разработок. Он также отвечает за графические работы, заказываемые сторонними компаниями.
После завершения работы над Xenosaga Episode I: Der Wille zur Macht (в роли арт-директора), Хоннэ дебютировал в роли директора игры, занимаясь созданием Baten Kaitos: Eternal Wings and the Lost Ocean. Затем последовал приквел игры под названием Baten Kaitos Origins. Первым проектом Ясуюки Хоннэ, в рамках которого он выступил в роли продюсера, стал Dragon Ball Z: Attack of the Saiyans. Создавая эту игру, он приобрёл навыки работы с лицензированными персонажами. Пока Такахаси занимался планированием проекта для разработки Xenoblade Chronicles, Хоннэ создал модели двух богов вымышленного мира этой игры, чтобы объяснить её концепцию Nintendo, которая должна была заниматься изданием Chronicles В данный момент Ясуюки Хоннэ работает над игрой, название которой не сообщается. В октябре 2011 года он стал работать в новой студии Monolith Soft в Киото.

## Личная жизнь
Ясуюки Хоннэ женат. Увлекается путешествиями, а также дзюдо (имеет чёрный пояс) и игрой на щипковых струнных музыкальных инструментах.

## Список работ
Ясуюки Хоннэ работал над следующими играми:
- Front Mission (1995): помощник художника
- Chrono Trigger (1995): дизайнер карты мира
- Radical Dreamers: Nusumenai Hoseki (1996): художник
- Treasure Conflix (1996): основная графика
- Xenogears (1998): художественный директор, текстуры карты
- Chrono Cross (1999): художественный директор, дизайнер карты мира
- Xenosaga Episode I: Der Wille zur Macht (2002): художественный директор, дизайнер карты мира
- Baten Kaitos: Eternal Wings and the Lost Ocean (2003): директор, художественный директор, дизайнер карты мира
- Namco × Capcom (2005): особая благодарность
- Baten Kaitos Origins (2006): художественный директор, дизайнер карты мира, вступительный ролик
- Super Smash Bros. Brawl (2008): дизайнер карты мира (режим «Adventure Mode»)
- Dragon Ball Z: Attack of the Saiyans (2009): продюсер, художественный директор
- Xenoblade Chronicles (2010): концепция
- The Legend of Zelda: Skyward Sword (2011): особая благодарность